# Župnija Dobrova
Župnija Dobrova je rimskokatoliška teritorialna župnija dekanije Ljubljana - Vič/Rakovnik nadškofije Ljubljana.

## Sakralni objekti
- Cerkev Marijinega vnebovzetja, Dobrova, župnijska cerkev,
- Cerkev sv. Janeza Krstnika, Gabrje,
- Cerkev sv. Jurija, Hruševo,
- Cerkev sv. Martina, Podsmreka,
- Cerkev sv. Neže, Brezje,

## Zgodovina
Župnija je bila ustanovljena leta 1723 z odcepitvijo od župnije Ljubljana - Šentvid.

## Farne spominske plošče v župniji Dobrova
V župniji Dobrova so postavljene Farne spominske plošče, na katerih so imena vaščanov iz okoliških vasi (Brezje, Dobrova, Draževnik, Gaberje, Hruševo selo, Kozarje, Podsmreka, Razori, Stranska vas in Šujica), ki so padli nasilne smrti na protikomunistični strani v letih 1942-1945. Skupno je na ploščah 105 imen.